# Divisione del lavoro
La divisione del lavoro è un concetto importante nelle teorie economiche moderne, che riguarda in genere tutte le organizzazioni umane, dalle più piccole comunità, come la famiglia, fino alle più grandi aziende multinazionali. Infatti il lavoro è uno dei fattori della produzione e la sua organizzazione ha un ruolo essenziale nel funzionamento, nell'evoluzione e sulla qualità della vita in ogni tipo di società.

## Pensatori

### Menenio Agrippa
In modo più pittoresco, è rimasto famoso l'apologo di Menenio Agrippa. Nei primi tempi della storia di Roma (494 a.C.), fece fronte ad una rivolta del popolo – i plebei –, che si lamentava di doversi far carico del lavoro duro, mentre la classe dirigente – i patrizi – si appropriava gratuitamente dei prodotti. Nel suo apologo egli portò ad esempio lo stomaco e le braccia del corpo umano, facendo vedere che, se allo stomaco viene negato il cibo procurato dalle braccia, anche il resto del corpo deperisce, braccia comprese.

### Adam Smith
Secondo Adam Smith, che è considerato uno dei padri dell'economia classica moderna (dalla fine del XVIII secolo), si possono considerare due tipi di suddivisione del lavoro:
1. Divisione orizzontale (anche detta macroeconomica): 
il sistema economico si suddivide in diversi rami (settori o industrie) che producono beni, o gruppi di beni, diversi.
2. Divisione verticale: 
il sistema economico si suddivide in diverse figure professionali e il lavoro si suddivide in distinti ruoli nella produzione (mansioni).

La divisione del lavoro aumenta la produttività media del lavoro, ma può essere applicata estensivamente solo se è favorita da un allargamento dei mercati. Ad es., se un singolo operaio può produrre un certo numero di prodotti con alti costi, inserito invece in un'impresa da modello smithiano produrrà un numero assai maggiore di oggetti, con costi assai ridotti, ma che necessitano di un mercato di sbocco assai più ampio.
Nella prima parte dell'Indagine sulla natura e le cause della ricchezza delle nazioni (1776) Smith intravide l'essenza dell'industria constatando che la divisione del lavoro rappresenta un significativo incremento nella produzione. L'esempio che ha portato è stato quello, divenuto famoso, del fabbricante di spilli. Contrariamente a Platone, Smith non considerò la divisione del lavoro come una conseguenza della disuguaglianza umana, ma formulò la famosa frase che la differenza tra un portiere e un filosofo fosse più una conseguenza della divisione del lavoro piuttosto che una causa. Pertanto, mentre per Platone il livello di specializzazione determinato dalla divisione del lavoro si manifestava esteriormente, per Smith è stata il prorompente motore del progresso economico. 
Tuttavia, in un altro capitolo della stessa opera, Smith critica la divisione del lavoro dicendo che essa conduce a una "mutilazione mentale" nei lavoratori: essi diventano ignoranti solitari siccome le loro vite lavorative sono confinate a un singolo e ripetitivo compito. La contraddizione ha portato a dei dibattiti riguardo all'effettiva opinione di Smith sulla divisione del lavoro.
La specializzazione e la concentrazione dei lavoratori sui loro singoli compiti minori all'interno del processo di fabbricazione spesso fa acquisire maggiore abilità e maggiore produttività nella loro particolare mansione rispetto a quel che si otterrebbe impiegando lo stesso numero di lavoratori nelle mansioni più ampie che precedentemente avevano.
Smith vide l'importanza del confrontare le abilità con l'equipaggiamento, di solito nel contesto di un'organizzazione. Ad esempio, i fabbricanti di spilli erano organizzati con una persona che fabbricava la testa, un altro il corpo dello spillo, ciascuno usando differenti strumenti. Similmente egli sottolineò che un gran numero di abilità, utilizzate assieme in parallelo e dotate degli strumenti appropriati, erano richieste per costruire una nave.
Nel moderno dibattito economico dovrebbe essere usato il termine capitale umano. Lo stesso Smith, con la sua genialità, suggerisce già che gli enormi incrementi della produttività ottenibili grazie alla tecnologia e al progresso tecnico sono possibili perché viene tenuto assai di conto e il capitale umano e fisico, soprattutto all'interno di un'organizzazione. In particolare la divisione del lavoro è uno dei principi del liberalismo che lo considera base per l'ordine sociale.

### Karl Marx

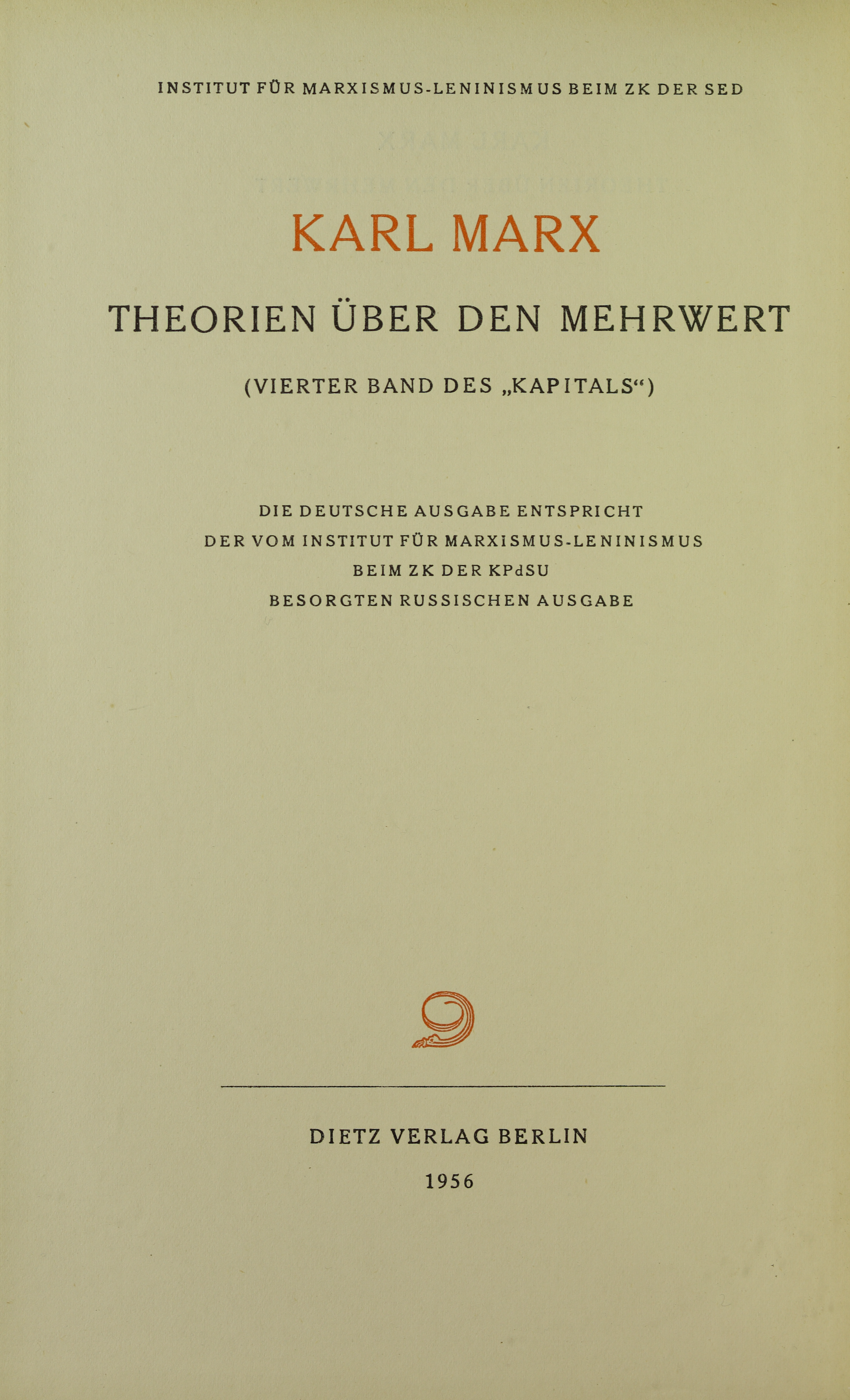
Karl Marx, Teorie sul plusvalore (Theorien über den Mehrwert)

L'aumento delle specializzazioni può anche portare a lavoratori con più scarse competenze e conoscenze globali, e alla totale mancanza di entusiasmo per il loro lavoro. Questo punto di vista è stato ampliato e sviluppato da Karl Marx. Egli definì il processo come "alienazione": Marx denuncia l'aspetto alienante di questo modo di produzione. Né il prodotto, né il controllo su cosa e come si produce, né la possibilità di gestire liberamente le relazioni con le altre persone all'interno del luogo di lavoro sono ad appannaggio del lavoratore. In queste condizioni, il lavoro diventa la negazione dell'uomo, il suo contrario. Invece di essere il luogo dell'autorealizzazione più alta dell'uomo, diventa quello del suo abbrutimento. Marx scrisse che "con questa divisione del lavoro", il lavoratore è "ridotto spiritualmente e psichicamente alla condizione di una macchina". Egli credette che la produzione abbondante fosse essenziale alla liberazione umana e accettò l'idea di una rigorosa divisione del lavoro solo come un temporaneo male necessario.
Il più importante contributo teorico fornito dal Marx è stata la sua netta distinzione tra la divisione sociale e la divisione tecnica o economica del lavoro. Questo significa che mentre certe forme di cooperazione arrivano semplicemente per necessità tecnica, altre sono puramente il risultato di una funzione di controllo sociale da parte di una classe e di una struttura gerarchica. Se queste due divisioni sono combinate assieme, potrebbe apparire che l'esistenza della divisione del lavoro sia inevitabile e immutabile per via di certe caratteristiche tecniche che la rendono possibile, quando invece essa è (in buona parte) realizzata socialmente e influenzata da giochi di potere.
Potrebbe accadere, per esempio, che sia tecnicamente necessario che lavori sia piacevoli che sgradevoli debbano essere gestiti da un preciso gruppo di persone. Ma a partire da quel singolo fatto, in realtà non succede mai che ogni singola persona debba fare ogni singolo (piacevole e sgradevole) lavoro. Se un preciso gruppo di persone svolge i lavori spiacevoli e un altro quelli piacevoli, questo non può essere certo spiegato dalla necessità tecnica: significa che è stata presa una decisione sul piano sociale, che può essere stata presa usando una varietà di differenti criteri (cioè commettendo un arbitrio). Questo comporta che i compiti potrebbero essere improvvisamente invertiti (se ad esempio avviene uno sconvolgimento al vertice dove sono prese le decisioni), o una persona potrebbe assegnare i compiti permanentemente, e così via.
Marx suggerisce anche che la capitalistica divisione del lavoro si evolverà col passare del tempo fino a quando il lavoro sarà giudicato solamente in base alla produttività del lavoro (il che comporta, ad esempio, l'assenza di un concetto diffuso e seguito di capitale umano), dove la produttività del lavoro è definita come lavoro che crea un surplus (eccedenza) di valori.
Tuttavia, l'esame del time use surveys suggerisce che commercialmente il lavoro effettuato dipende sempre, e procede insieme, al rendimento di un considerevole ammontare di lavoro volontario.
Spesso più lavoro ricade su persone che devono svolgere quel lavoro senza essere pagate e questo avviene proporzionalmente al taglio dei sussidi statali e all'aumento della privatizzazione.
Nella società comunista immaginata da Marx, la divisione del lavoro è trascesa, cioè avviene un equilibrato sviluppo umano dove le persone esprimono pienamente la loro natura attraverso un'ampia varietà di lavori creativi che essi svolgono.

### Henry David Thoreau
Henry David Thoreau ha criticato la divisione del lavoro nel suo Walden, ovvero La vita nei boschi (pubblicato nel 1854), sulla base che è meno efficiente. Egli declama che l'uomo civilizzato in una società civilizzata è meno felice, in pratica, rispetto ad un uomo in una società selvaggia. La risposta che lui fornisce è l'auto-sufficienza, che lui trova sia abbastanza per coprire principali bisogni di ognuno.

### Emile Durkheim
Émile Durkheim scrisse a proposito di un mondo, che presenta divisioni e disuguaglianza, separandolo lungo le linee della "solidarietà umana", dove il suo essenziale valore morale sta nella divisione del lavoro. Nel 1893 egli pubblicò La divisione del lavoro sociale (De la division du travail social), il suo fondamentale trattato sulla natura della società umana e il suo sviluppo sociale. In accordo con Franz Borkenau c'è stato un grande incremento nella divisione del lavoro avvenuto nell'Ottocento dopo la Rivoluzione Industriale che ha introdotto le astratte categorie di lavoro, che si possono ricondurre all'idea cartesiana, tutta moderna, che la nostra esistenza corporea sia un mero oggetto della nostra (astratta) coscienza.

### Ludwig Von Mises
Le teorie di Marx, che includevano dichiarazioni negative riguardo alla divisione del lavoro furono criticate da economisti austriaci come Ludwig Von Mises. Il principale argomento qui è che i guadagni provenienti dalla divisione del lavoro superano di gran lunga i costi; che è pienamente possibile far rientrare un equilibrato sviluppo umano all'interno del capitalismo, e che l'alienazione sia più un'invenzione fantastica. Dopotutto, il lavoro non è tutto quello che c'è nella vita; esiste anche il tempo dell'ozio.

## Globalizzazione
La questione sulla divisione del lavoro raggiunge il suo culmine nelle controversie riguardo alla globalizzazione, che è spesso interpretata come un eufemismo per l'espansione del commercio globale basato sul vantaggio competitivo. Questo significherebbe che i Paesi si specializzerebbero nel lavoro che essi possono fare meglio. I critici tuttavia obiettano che la specializzazione internazionale non può essere spiegata al meglio in termini di "lavoro che le nazioni svolgono meglio", ma piuttosto questa specializzazione è guidata più da criteri commerciali, che favoriscono alcuni Paesi rispetto ad altri.
L'Organizzazione per la Cooperazione e lo Sviluppo Economico si è recentemente (28 giugno 2005) pronunciata sul fatto che: 
"Politiche efficienti ad incoraggiare l'occupazione e a combattere la disoccupazione sono essenziali se i Paesi intendono cogliere pieno beneficio dalla globalizzazione ed evitare una ripercussione contro il libero commercio... I danni al lavoro in certi settori, di pari passo con le nuove opportunità di lavoro in altri settori, sono un inevitabile accompagnamento del processo di globalizzazione... La sfida è assicurare che il processo di aggiustamento, coinvolto nel mettere a disposizione dei lavoratori nuove opportunità di lavoro, funzioni nel miglior modo possibile."

## Dibattito moderno
Nel mondo moderno, gli specialisti più presi nei loro lavori dalla divisione del lavoro sono quelli coinvolti nella gestione e nell'organizzazione. In vista dell'estensione globale della divisione del lavoro, la questione viene spesso sollevata in merito a quale divisione del lavoro sarebbe la più ideale, apprezzabile, efficiente e giusta.
La gerarchia nel lavoro è alquanto inevitabile, semplicemente perché nessuno può svolgere tutti i compiti in una volta; ma certamente il modo in cui queste gerarchie sono strutturate può essere influenzato da una varietà di differenti fattori. La domanda da porsi è chi debba appartenere alla gerarchia.
È comunemente accettato che il principio più equo nel collocare le persone all'interno della gerarchia sia quello di offrire prove di competenza o abilità. Questo importante concetto occidentale di meritocrazia può essere interpretato come la spiegazione o la giustificazione del perché la divisione del lavoro sia fatta così.
In generale, nelle economie capitaliste, certe cose non sono decise consapevolmente. Persone differenti provano soluzioni differenti, e quella che si rivela più efficace (massimo rendimento con minimo sforzo) viene generalmente adottata. Spesso tecniche che funzionano in un certo posto o momento, non lavorano altrettanto bene in un altro. Questo non rappresenta un problema, poiché l'unico requisito di un sistema capitalista è che i benefici siano maggiori degli svantaggi.

## Divisione sessuale del lavoro
La più chiara esposizione sulle caratteristiche della divisione sessuale del lavoro intorno dimensione dell'intera società umana può essere riassunta nei comportamenti logicamente complementari implicati nella seguente forma: se le donne in età matura, cioè capaci di rimanere pregne, in una determinata comunità, tendono a svolgere l'attività X (ad esempio preparare il terreno per la semina), esse svolgeranno anche l'attività Y (la semina); mentre per l'uomo la logica inversione di questo esempio sarebbe che se gli uomini devono seminare allora preparano il terreno. La Cross Cultural Analysis of the "Sexual Division of Labor" di White, Brudner and Burton (1977, public domain) mostra che i compiti più frequentemente scelti dalle donne con questo genere di legami logici sono quelli più in relazione con una gravidanza.
Questa conclusione si è ripetuta in studi di vario tipo, includendo anche le moderne economie industriali. Questi inevitabili comportamenti non restringono quanto lavoro per ogni compito dato può essere svolto dagli uomini o dalle donne, ma sono solo le tendenze legate alla conformità dei ruoli. La logica conseguenza è che le donne, nell'abbattere le foreste per l'agricoltura, ad esempio, tendono a fare l'intera sequenza di compiti finalizzati all'agricoltura su quelle radure. In teoria, questi tipi di comportamenti potrebbero essere rimossi da provvedimenti inerenti alla cura dei figli, ma non sono disponibili esempi etnografici.

## Vantaggi
- Più efficienza in termini di tempo.
- Riduce il tempo necessario per l'addestramento perché il compito da svolgere è semplificato.
- Incrementa la produttività perché il tempo di addestramento è ridotto e il lavoratore è reso produttivo con un inferiore impiego di tempo.
- Il concentrare il lavoratore su un unico e ripetitivo compito lo rende più abile nello svolgerlo.
- Si riduce il tempo necessario per passare da una fase all'altra del processo di produzione, riducendo il tempo totale impiegato.
- L'intera quantità del prodotto cresce significativamente a beneficio del consumatore.
- Maggiore senso di responsabilità: dovendosi occupare esclusivamente dei propri compiti nella vita di tutti giorni, non diffondono la concentrazione e l'energia mentale su compiti di altri.

## Svantaggi
- Mancanza di motivazione: la qualità del lavoro ne risente mentre l'assenteismo sale.
- Crescente dipendenza: un blocco all'interno della produzione può causare problemi all'intero processo.
- Perdita di flessibilità: i lavoratori hanno conoscenze limitate e non ci sono molte opportunità di lavoro disponibili.
- Costi di avviamento più elevati: alti costi iniziali necessari per comperare macchinari specifici comporta un più elevato punto di pareggio.
- Minore creatività: l'attenzione concentrata su un solo compito impedisce il libero pensiero e trovare soluzioni ad altri problemi.